# Straßenbrücke (Ihmer Straße)

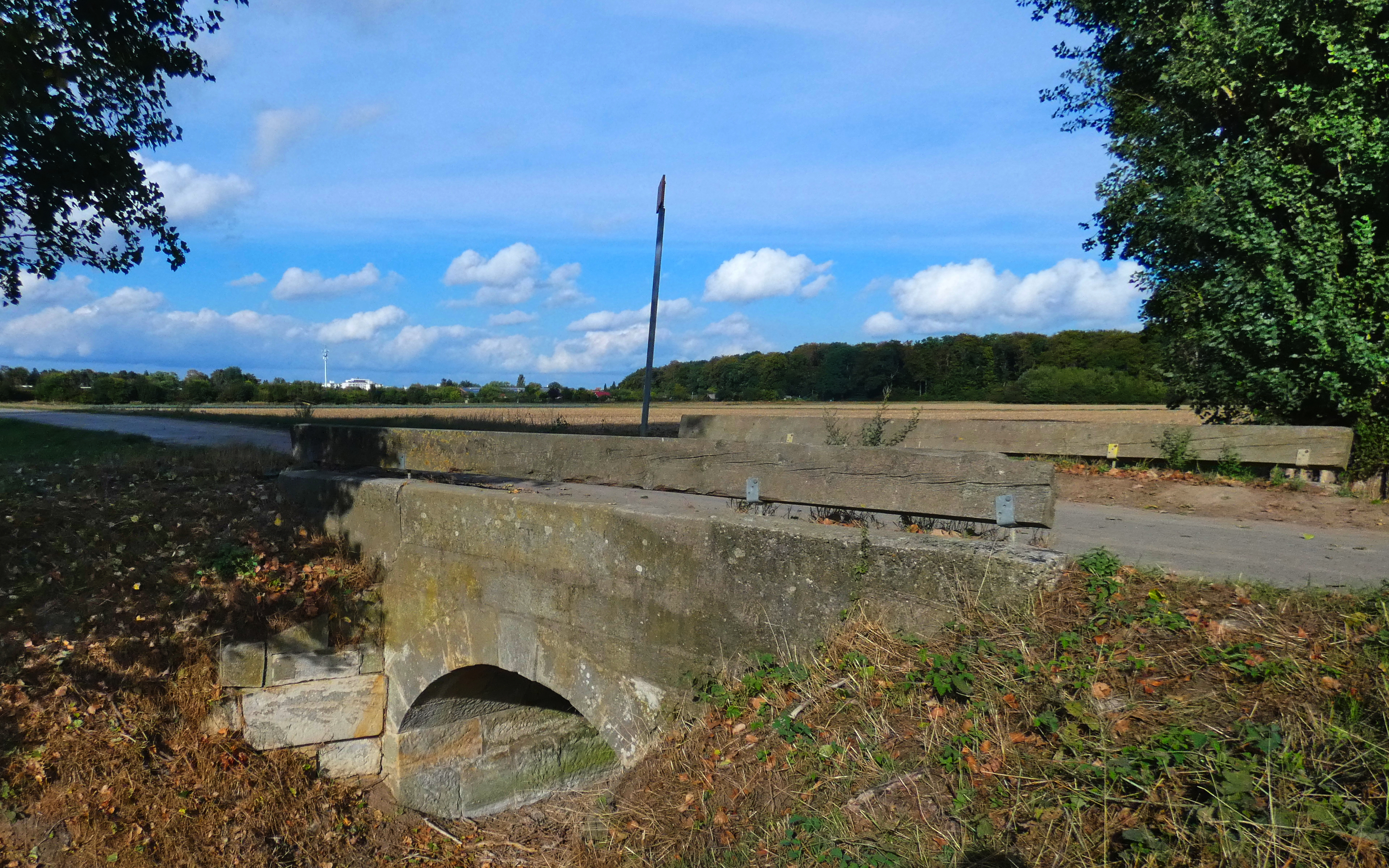
Südwestansicht

Die behördlich Straßenbrücke genannte Brücke im Verlauf der Ihmer Straße ist ein Bauwerk in der Gemarkung Wettbergen der Stadt Hannover in Niedersachsen. Die wegen ihrer Inschrift früher Brücke Ihmer Straße genannte Straßenbrücke ist das wohl südlichst gelegene Baudenkmal der Stadt.

## Lage
Experten bestehen für das Bauwerk auf den vor Ort ungebräuchlichen Namen „Straßenbrücke“, obwohl der darüber führende Weg nicht für den allgemeinen Verkehr freigegeben ist und keine Unterscheidung zu anderen Brücken im Verlauf der Straße erforderlich wäre. Die Ihmer Straße führt in südlicher Richtung von Wettbergen zur Ronnenberger Ortslage Kückenmühle. Von dort führte die mittlerweile zurückgebaute Straße weiter nach Ihme-Roloven.
Auf halber Strecke quert die Ihmer Straße im Landschaftsschutzgebiet „Hirtenbach - Wettberger Holz“ einen den Großteil des Jahres ausgetrockneten Graben.
Der Graben entwässert das Ronnenberger Holz und ist der vor längerer Zeit bei einer Gewässerregulierung abgetrennte Unterlauf des in die Ortsmitte von Wettbergen verlegten Hirtenbachs, eines Zuflusses der Ihme.

## Beschreibung

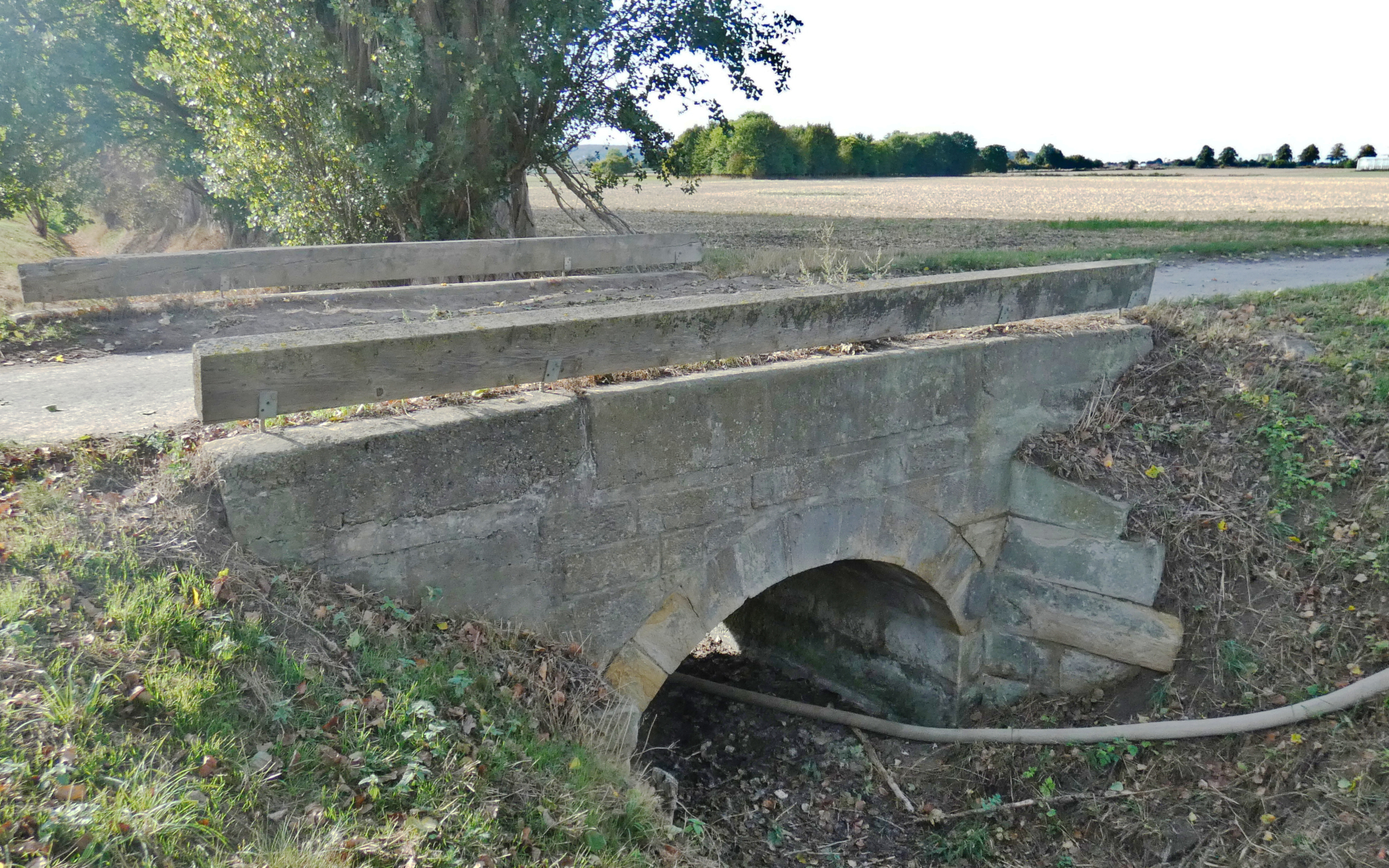
Südostansicht: Geländerbalken, Brückengewölbe und Futtermauer

Die Brücke ist eine aus Stein gebaute Gewölbebrücke mit seitlichen Futtermauern.
Als Brückengeländer dienen zwei Holzbalken, die zu den beiden Seiten der Brücke knapp über dem Fahrbahnrand angebracht sind.
An der Westseite der Brücke sind oben eine kaum noch lesbare Inschrift, vermutlich „Ihmer Straße“, und im Schlussstein des Gewölbes die Jahreszahl des Baujahrs „1869“ eingemeißelt.

## Denkmalschutz
Die Brücke „Ihmer Straße“ ist seit 2011 unter der Bezeichnung „Straßenbrücke“ als Einzeldenkmal gemäß § 3 Abs. 2 NDSchG unter der Objekt-ID 30981265 geschützt.
Die Gewölbebrücke ist das einzige erhaltene Exemplar ihres Bautyps in der Stadt Hannover. Wegen ihres guten Erhaltungszustands gilt sie als Baudenkmal von „besonders hoher denkmalpflegerischer Bedeutung“.